# Gare de Beernem
La gare de Beernem (en néerlandais : station Beernem) est une gare ferroviaire belge de la ligne 50A, de Bruxelles-Midi à Ostende, située sur le territoire de la commune de Beernem, dans la province de Flandre-Occidentale en Région flamande.
Elle est mise en service en 1838 par l'administration des chemins de fer de l'État belge. C'est une gare de la Société nationale des chemins de fer belges (SNCB) desservie par des trains Omnibus (L) et d’Heure de pointe (P).

## Situation ferroviaire
Établie à 13 mètres d'altitude, la gare de Beernem est située au point kilométrique (PK) 80,656 de la ligne 50A, de Bruxelles-Midi à Ostende, entre les gares de Maria-Aalter et d’Oostkamp.

## Historique

### Histoire
La « station de Bloemendael » est mis en service le 12 août 1838 par l'administration des chemins de fer de l’État belge lorsqu'elle ouvre à l'exploitation la ligne de Gand à Bruges. Bloemendael est alors un hameau de 3 150 habitants, qui dépend de la commune de Beernem dont le chef-lieu est situé sur l'autre rive du canal Gand-Bruges.
En 1891 ou 1893, un nouveau bâtiment, de type standard État 1881, est édifié en remplacement de l'édifice précédent. Il s’agissait d’une version agrandie de cette gare, munie d’une aile de cinq travées servant de salle d’attente.
En 1901, pour faire face à la nécessité de porter les quais à 200 mètres au lieu de 125, une solution très originale fut expérimentée à Beernem : comme l'un des quais se trouvait entre un passage à niveau et la cour à marchandises, ce qui limitait sa longueur de chaque côté, il fut décidé de réaliser une extension des deux côtés du passage à niveau avec une section de quai en bois munie de roues et de rails de guidage qui pouvait être escamotée sous le reste du quai au moyen d'un treuil pour libérer la chaussée. Ce quai mobile et le passage à niveau ont depuis longtemps disparu ; de tels quais, appelés trottoirs roulants, furent utilisés dans d'autres gares belges, notamment celle de Ghislenghien.

### Nom de la gare
Lors de sa mise en service en 1838, la station est dénommée « Bloemendael » qui est le nom du hameau qu'elle traverse. Le 21 janvier 1896 son appellation change pour devenir « Beernem », qui est le nom de la commune.

### Démolition
Bien que classée, la gare de Beernem n’était pas compatible avec la mise à quatre voies de la Ligne 50A entre Bruges et Gand. Elle fut donc démolie en 2017. La gare devrait être réaménagée prochainement avec un nouveau bâtiment. De nombreux réaménagements ont également été réalisés dans le quartier de la gare.

## Service des voyageurs

### Accueil
Gare SNCB, elle dispose d'un bâtiment voyageurs, avec guichets, ouvert tous les jours. 
Un souterrain permet la traversée des voies et le passage d'un quai à l'autre.

### Desserte
Beernem est desservie par des trains Omnibus (L) et d’Heure de pointe (P) de la SNCB, qui effectuent des missions sur la ligne commerciale 50A (Bruxelles - Ostende / Blankenberge / Knokke / Zeebrugge) (voir brochure SNCB).

#### Semaine
Beernem est desservie chaque heure par un train L entre Malines et Zeebrugge-Dorp (Zeebrugge-Strand en été) via Bruges, Gand-Saint-Pierre et Termonde. Ils sont renforcés par deux trains P entre Bruges et Gand-Saint-Pierre le matin, un autre vers midi et un l'après-midi ainsi qu'un train P entre Gand-Saint-Pierre et Bruges le matin, un autre vers midi et trois en fin d'après-midi. Deux trains P rapides entre Ostende et Scharbeek (Bruxelles) le matin, dans l'autre sens le soir, s'arrêtent aussi à Beernem.

#### Week-ends et fériés
La gare est desservie par des trains L toutes les heures, reliant Zeebrugge-Strand à Bruges et Gand-Saint-Pierre.

### Intermodalité
Un parc pour les vélos et un parking pour les véhicules y sont aménagés. Des bus desservent la gare.

## Comptage voyageurs
Ce graphique et tableau montre le nombre de voyageurs embarquant en moyenne durant la semaine, le samedi et le dimanche.
| Nombre de passagers qui embarquent à la gare de Beernem | Nombre de passagers qui embarquent à la gare de Beernem | Nombre de passagers qui embarquent à la gare de Beernem | Nombre de passagers qui embarquent à la gare de Beernem |
|                                                         | Semaine                                                 | Samedi                                                  | Dimanche                                                |
| ------------------------------------------------------- | ------------------------------------------------------- | ------------------------------------------------------- | ------------------------------------------------------- |
| 1977                                                    | 1 008                                                   | 203                                                     | 192                                                     |
| 1978                                                    | 952                                                     | 490                                                     | 178                                                     |
| 1979                                                    | 954                                                     | 224                                                     | 186                                                     |
| 1980                                                    | 968                                                     | 250                                                     | 193                                                     |
| 1981                                                    | 1 081                                                   | 270                                                     | 240                                                     |
| 1982                                                    | 917                                                     | 268                                                     | 263                                                     |
| 1983                                                    | 891                                                     | 225                                                     | 234                                                     |
| 1984                                                    | 1 041                                                   | 240                                                     | 211                                                     |
| 1985                                                    | 946                                                     | 287                                                     | 284                                                     |
| 1986                                                    | 912                                                     | 213                                                     | 222                                                     |
| 1987                                                    | 816                                                     | 247                                                     | 248                                                     |
| 1988                                                    | 839                                                     | 222                                                     | 274                                                     |
| 1989                                                    | 781                                                     | 187                                                     | 153                                                     |
| 1990                                                    | 842                                                     | 236                                                     | 236                                                     |
| 1991                                                    | 1 001                                                   | 206                                                     | 213                                                     |
| 1992                                                    | 1 078                                                   | 223                                                     | 210                                                     |
| 1993                                                    | 1 052                                                   | 262                                                     | 229                                                     |
| 1994                                                    | 1 025                                                   | 283                                                     | 209                                                     |
| 1995                                                    | 953                                                     | 305                                                     | 261                                                     |
| 1996                                                    | 1 112                                                   | 336                                                     | 254                                                     |
| 1997                                                    | 1 047                                                   | 199                                                     | 135                                                     |
| 1998                                                    | 1 060                                                   | 304                                                     | 224                                                     |
| 1999                                                    | 994                                                     | 325                                                     | 248                                                     |
| 2000                                                    | 1 072                                                   | 308                                                     | 224                                                     |
| 2001                                                    | 717                                                     | 230                                                     | 201                                                     |
| 2002                                                    | 724                                                     | 244                                                     | 240                                                     |
| 2003                                                    | 818                                                     | 229                                                     | 236                                                     |
| 2004                                                    | 708                                                     | 218                                                     | 176                                                     |
| 2005                                                    | 768                                                     | 260                                                     | 188                                                     |
| 2006                                                    | 753                                                     | 240                                                     | 245                                                     |
| 2007                                                    | 801                                                     | 288                                                     | 244                                                     |
| 2008                                                    | -                                                       | -                                                       | -                                                       |
| 2009                                                    | 708                                                     | 215                                                     | 303                                                     |
| 2010                                                    | -                                                       | -                                                       | -                                                       |
| 2011                                                    | -                                                       | -                                                       | -                                                       |
| 2012                                                    | 849                                                     | 260                                                     | 215                                                     |
| 2013                                                    | 799                                                     | 212                                                     | 219                                                     |
| 2014                                                    | 737                                                     | 212                                                     | 191                                                     |
| 2015                                                    | 652                                                     | 188                                                     | 234                                                     |
| 2016                                                    | 651                                                     | 208                                                     | 210                                                     |
| 2017                                                    | 749                                                     | 202                                                     | 240                                                     |
| 2018                                                    | 647                                                     | 230                                                     | 206                                                     |
| 2019                                                    | 601                                                     | 172                                                     | 138                                                     |
| 2020                                                    | 428                                                     | 151                                                     | 169                                                     |
| 2021                                                    | -                                                       | -                                                       | -                                                       |
| 2022                                                    | 649                                                     | 247                                                     | 272                                                     |
| 2023                                                    | 647                                                     | 137                                                     | 166                                                     |
| 2024                                                    | 597                                                     | 135                                                     | 155                                                     |

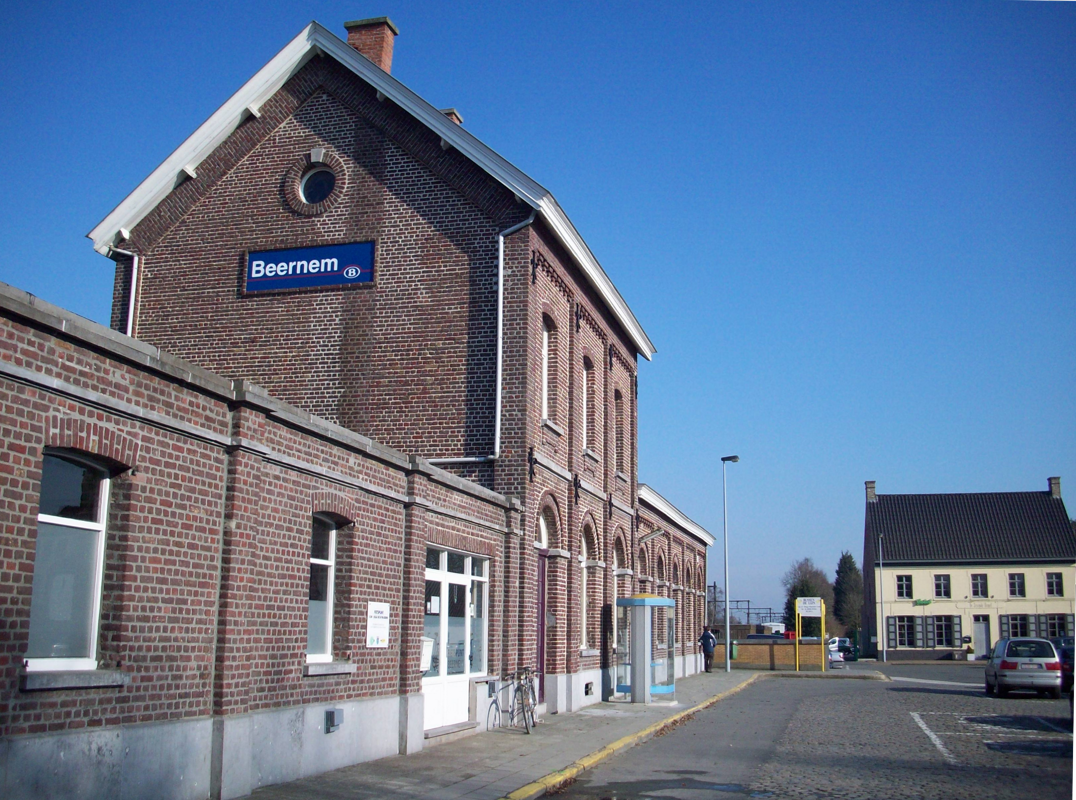
Ancien bâtiment voyageurs.
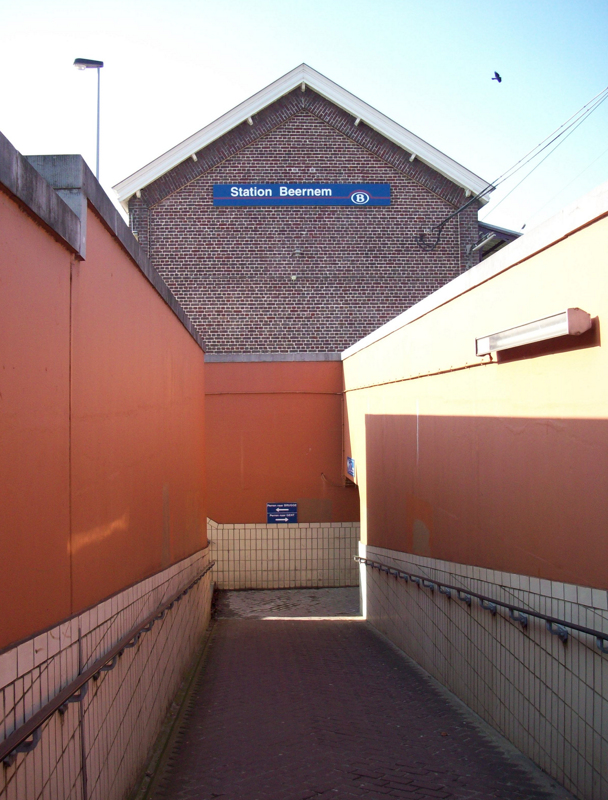
Accès au passage souterrain.
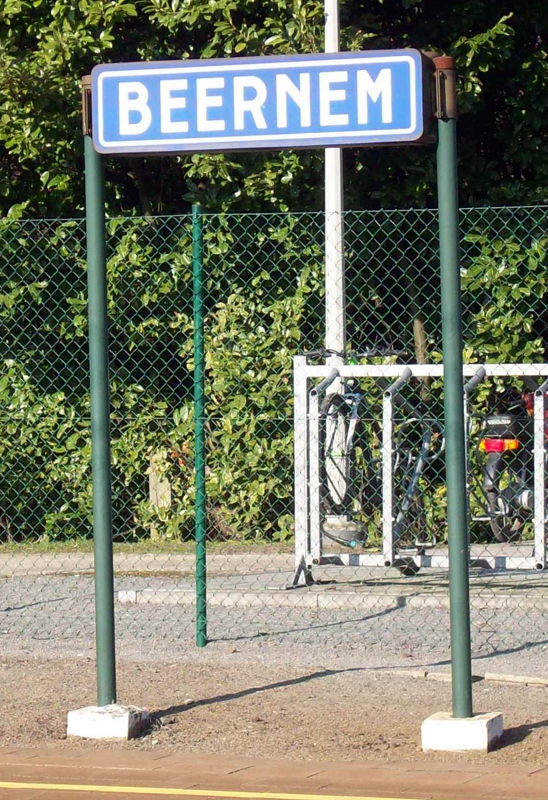
Panneau de quai.

## Projet et travaux
Dans le cadre du doublement de la ligne, la gare de Beernem va être totalement réaménagée de 2012 à 2014. Un nouveau bâtiment doit remplacer celui de la gare.